# Liste des émirs actuels des Émirats arabes unis
Cette page dresse la liste des émirs actuels des sept émirats formant les Émirats arabes unis.

## Émirs
| Émirat          | Émirat | Portrait | Titulaire                                                            | Depuis le         | Note |
| --------------- | ------ | -------- | -------------------------------------------------------------------- | ----------------- | ---- |
| Abou Dabi       |        |          | Mohammed ben Zayed Al Nahyane خليفة بن زايد بن سلطان آل نهيان (1961) | 14 mai 2022       | -    |
| Dubaï           |        |          | Mohammed ben Rachid al-Maktoum محمد بن راشد آل مكتوم (1949)          | 4 janvier 2006    | -    |
| Ajman           |        |          | Humaid bin Rashid Al Nuaimi III شيخ حميد بن راشد النعيمي (1931)      | 6 septembre 1981  | -    |
| Charjah         |        |          | Sultan bin Mohammed al-Qasimi سلطان بن محمد القاسمي (1939)           | 23 juin 1987      | -    |
| Ras el Khaïmah  |        |          | Saoud ben Saqr al-Qassimi سعود بن صقر القاسمي (1956)                 | 27 octobre 2010   | -    |
| Fujaïrah        |        |          | Hamad ben Muhammad ach-Charqi حمد بن محمد الشرقي (1948)              | 18 septembre 1974 | -    |
| Oumm al Qaïwaïn |        |          | Saoud ben Rachid al-Mou`alla سعود بن راشد المعلا (1952)              | 2 janvier 2009    | -    |

## Note(s)
1. ↑  « Mohammed ben Zayed, dit "MBZ", devient le président des Émirats arabes unis », sur France 24, 14 mai 2022 (consulté le 26 mai 2022).
2. ↑  Précédemment de 1972 au 17 juin 1987.
3. ↑  Précédemment régent de facto du 14 juin 2003 au 27 octobre 2010.